# Pteris talamauana
Pteris talamauana är en kantbräkenväxtart som beskrevs av Cornelis Rugier Willem Karel van Alderwerelt van Rosenburgh. Pteris talamauana ingår i släktet Pteris och familjen Pteridaceae. Inga underarter finns listade.